# اندری هونشر
اندری هونشر (اوکراینی: Андрій Васильович Гончар؛ زادهٔ ۱۵ مارس ۱۹۸۵) بازیکن فوتبال اهل اوکراین است.